# Tomáš Surový
Tomáš Surový, född 24 september 1981 i Banská Bystrica, Tjeckoslovakien, är en slovakisk före detta professionell ishockeyspelare. Surový påbörjade och avslutade sin seniorkarriär i HC ’05 Banská Bystrica i slovakiska Extraliga, som också är hans moderklubb, säsongen 1998/99. Efter att ha blivit draftad under sommaren 2001 av Pittsburgh Penguins i den fjärde rundan som nummer 120 totalt, lämnade han Slovakien för spel i Nordamerika.
De fem efterföljande säsongerna tillhörde Surový NHL-klubben Pittsburgh Penguins, men tillbringade den större delen av sin tid med klubbens farmarlag, Wilkes-Barre/Scranton Penguins i AHL. Mellan säsongerna 2006/07 och 2009/10 representerade han tre olika klubbar i svenska Elitserien: en säsong med Luleå HF, två säsonger med Linköping HC som han tog ett SM-silver med 2008, samt en säsong med Skellefteå AIK. Därefter spelade Surový i KHL under fem säsonger och spelade för fem olika klubbar: Dinamo Riga, HK CSKA Moskva, HC Lev Prag, HK Dinamo Minsk och HC Slovan Bratislava. 2015 återvände han till moderklubben HC ’05 Banská Bystrica med vilka han vann tre slovakiska ligaguld: 2017, 2018 och 2019.
Säsongen 2005/06 gjorde Surový debut i Slovakiens landslag. Han har representerat Slovakien vid tre OS-turneringar och sju VM-turneringar. Vid VM 2012 tog han ett silver.

## Karriär

### Klubblagskarriär

#### 1996–2001: Junior- och ungdomsår i Slovakien
Surový påbörjade sin ishockeykarriär med moderklubben HC ’05 Banská Bystrica. Vid 16 års ålder spelade han för klubbens J18-lag och producerade 36 poäng på 45 matcher (19 mål, 17 assist). Året därpå mer än fördubblades hans poängskörd i klubbens J18-lag: på 55 matcher noterades han för 86 poäng, varav 42 mål och 44 assist. Vid 18 års ålder flyttades Surový upp till klubbens J20-lag där han snittade drygt en poäng per match. På 41 matcher stod han för 42 poäng (17 mål, 25 assist). Samma säsong gjorde han också debut för Banská Bystrias A-lag i Extraliga. Han lyckades dock inte göra några poäng på de tre matcher han spelade. Inför säsongen 1999/00 hade laget åkt ut ur den högsta serien i Slovakien. Surový kombinerade under denna säsong spel med A-laget och spel i klubbens J20-lag. Han tillbringade dock större delen av sin tid med A-laget och spelade totalt 41 matcher under säsongen. Han vann både lagets interna poäng- och skytteliga med 57 poäng, varav 27 mål.
Efter säsongen lämnade Surový HC ’05 Banská Bystrica för spel med HK Poprad i Extraliga. Han var en av lagets poängmässigt främsta spelare och noterades för 50 poäng på 53 matcher i grundserien (22 mål, 28 assist). Denna säsong spelade han också sitt första slutspel i Slovakien. Laget slogs ut i semifinalserien av HKm Zvolen, som senare vann guld, med 3–0 i matcher. Denna säsong utsågs Surový till "Årets rookie" i Extraliga.

#### 2001–2006: Pittsburgh Penguins och Wilkes-Barre/Scranton Penguins

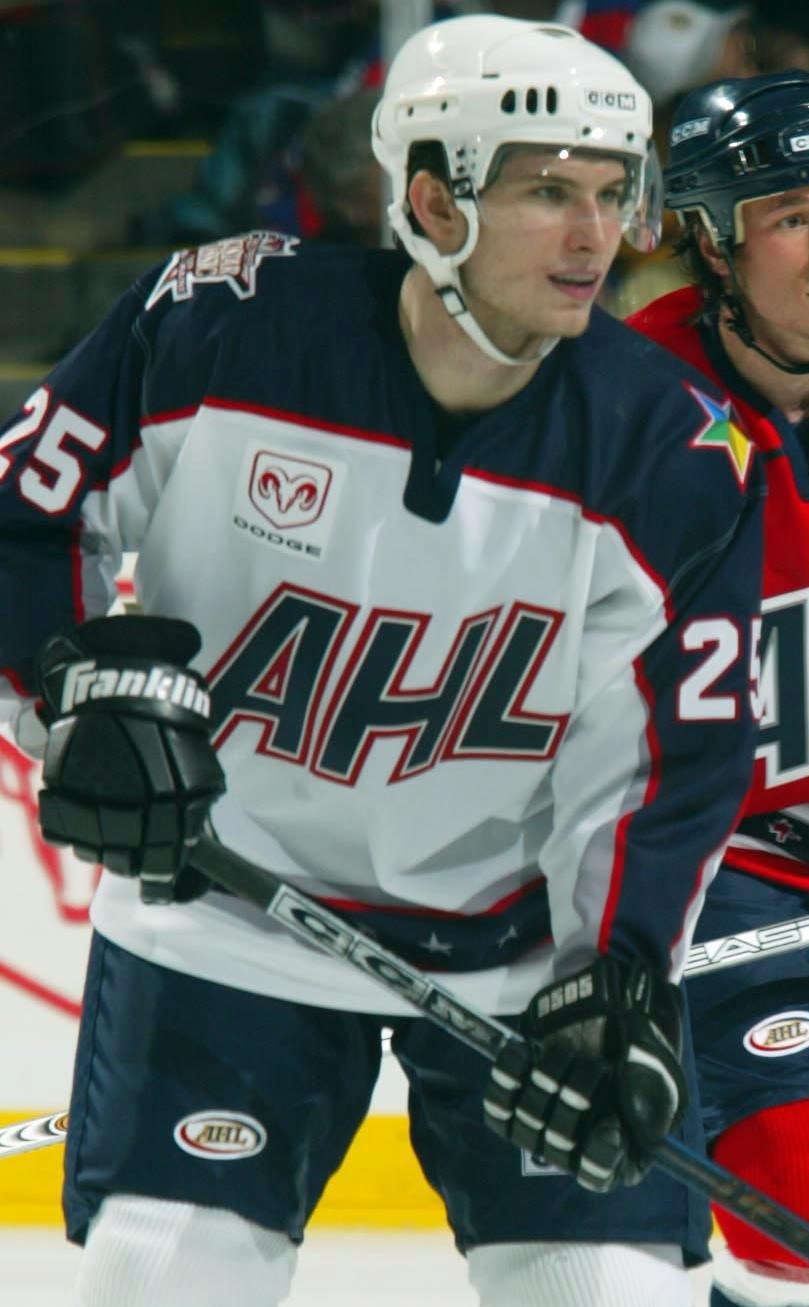
Surový under All-Star-matchen i AHL 2003.

Vid NHL Entry Draft 2001 valdes Surový av Pittsburgh Penguins i den fjärde rundan som nummer 120 totalt. Därefter lämnade han HK Poprad för att försöka ta en plats i NHL med Penguins. Surový blev nedskickad till Pittsburghs farmarklubb i AHL, Wilkes-Barre/Scranton Penguins, där han tillbringade hela säsongen 2001/02. Under sin debutsäsong i AHL noterades han för 33 poäng på 65 matcher (23 mål, 10 assist) och var lagets näst främste målskytt efter Tom Kostopoulos.
Surový inledde sin andra säsong i Nordamerika med Wilkes-Barre/Scranton Penguins i AHL. Han hade ett genomsnitt på en poäng per match i grundserien och stod för 39 poäng (19 mål, 20 assist). I februari 2003 blev han uttagen till AHL:s All Star-match. Senare samma månad blev han uppkallad till Pittsburgh Penguins och gjorde NHL-debut den 14 februari 2003 i en 1–0-förlust mot New York Rangers. Därefter gjorde Surový mål i tre matcher i följd. Den 15 februari 2003 gjorde han sitt första NHL-mål, det matchavgörande, på Martin Brodeur i en 4–1-seger mot New Jersey Devils. Surový tillbringade resten av grundserien med Pittsburgh, som slutade näst sist i hela NHL och därmed missade Stanley Cup-slutspelet. På 26 matcher stod han för elva poäng (fyra mål, sju assist). Han anslöt därefter åter till Wilkes-Barre/Scranton Penguins, i tid till Calder Cup-slutspelet där laget slogs ut i kvartsfinalserien mot Grand Rapids Griffins med 3–1 i matcher.
Säsongen 2003/04 inledde Surový återigen i AHL med Wilkes-Barre/Scranton Penguins, men blev i november 2003 uppkallad till Penguins i NHL. Den 13 december samma år gjorde han för första gången två mål i en och samma match, då Columbus Blue Jackets besegrades med 5–3. Totalt spelade han 47 grundseriematcher för Pittsburgh och stod för 23 poäng (elva mål, tolv assist). Pittsburgh missade åter Stanley Cup-slutspelet, varför Surový istället spelade slutspel med Wilkes-Barre/Scranton Penguins. Efter att i tur och ordning slagit ut Bridgeport Sound Tigers, Philadelphia Phantoms och Hartford Wolf Pack, ställdes laget mot Milwaukee Admirals i finalserien. Penguins föll med 4–0 i matcher och Surový var lagets tredje bästa poängplockare under slutspelet med 16 poäng på 24 matcher (sex mål, tio assist). Den 2 september 2004 meddelade Pittsburgh Penguins att man förlängt kontraktet med Surový. På grund av NHL-lockouten 2004/05 så tillbringade Surový hela säsongen med Wilkes-Barre/Scranton Penguins och gjorde därför sin poängmässigt bästa säsong i AHL med 49 poäng på 80 matcher. I slutspelet noterades han för åtta poäng på elva matcher. Laget slogs ut i kvartsfinalserien mot Philadelphia Phantoms med 4–1 i matcher.
Likt tidigare säsonger så startade Surový säsongen 2005/06 i AHL. Han blev i december uppkallad till Pittsburgh i NHL och I slutet av samma månad gjorde han två mål i två matcher i följd. Poängmässigt gjorde han sin bästa säsong i NHL och noterades för 25 poäng på 56 matcher (12 mål, 13 assist). I AHL hade en ett poängsnitt på över en poäng per match: 28 poäng på 25 matcher (16 mål, 12 assist). Detta kom att bli Surový sista säsong i NHL då han, vid säsongens slut, inte erbjöds något nytt kontrakt av Penguins. På 126 NHL-matcher stod han för 59 poäng.

#### 2006–2010: Åren i Elitserien
I mitten av augusti 2006 skrev Surový på för den svenska klubben Luleå HF i Elitserien. Han gjorde Elitseriedebut den den 18 september 2006 i en match mot Färjestad BK och den 10 oktober samma år gjorde han sitt första mål i Elitserien då han fastställde slutresultatet 3–1, i tom kasse, i en segermatch mot Djurgårdens IF. Månaden därpå gjorde Surový ett hat trick och stod för totalt fem poäng då Mora IK besegrades med 9–5 den 2 november 2006. Han hade ett snitt på en poäng per match i grundserien och vann Luleås interna poäng- och skytteliga, samt assistliga (tillsammans med Mikael Renberg). På 55 matcher noterades han för 55 poäng (23 mål, 32 assist). I den totala poängligan slutade Surový på fjärde plats. I det efterföljande SM-slutspelet slogs Luleå ut i kvartsfinalserien mot Linköping HC med 4–0 i matcher: i den fjärde och sista matchen drog Surový på sig ett matchstraff tidigt i matchen.
Vid säsongens slut hade Surový siktet inställt på att återvända till Nordamerika för spel i NHL. Den 24 maj 2007 meddelade dock Linköping HC att man värvat Surový. Den 11 juli samma år bekräftade Linköping att man brutit kontraktet då han nyttjat öppning i sitt avtal och istället valt spel i NHL. Två dagar senare bekräftade Phoenix Coyotes att man skrivit ett ettårsavtal med Surový. Han lyckades dock inte ta någon plats i Coyotes, och istället för att bli nedflyttad till AHL meddelades det i slutet av september samma år att Surový skulle komma att återvända till Linköping HC som han skrivit ett nytt kontrakt med. Den 23 oktober 2007 debuterade han i Linköping, i en match mot Mora IK, och noterades för en assistpoäng. Den 5 november samma år gjorde han sitt första mål för klubben då han öppnade målskyttet i en 3–2-seger mot Skellefteå AIK. I säsongens sista grundseriematch gjorde Surový sitt andra hat trick i Elitserien, i en match där Linköping besegrade Mora IK med 6–5 efter förlängning. I det efterföljande slutspelet slog Linköping ut både Djurgårdens IF och Färjestad BK innan man ställdes mot HV71 i finalserien. I den första finalmatchen krokade Surový ihop med motståndaren Lance Ward och slet av korsbandet, och missade därför resten av finalserien. Linköping föll mot HV71 med totalt 4–2 i matcher och han tilldelades därmed ett SM-silver. Vid säsongens slut förlängde Surový sitt avtal med Linköping, men på grund av skadan missade han ett antal matcher i början av säsongen 2008/09. Säsongen kom att bli hans poängmässigt sämsta i Elitserien och han noterades för 11 poäng på 33 grundseriematcher (5 mål, 6 assist).
Sommaren 2009 fick han beskedet att han, trots kontrakt, inte ingick i Linköpings planer för den nya säsongen. I september 2009 återvände Surový till sin moderklubb HC ’05 Banská Bystrica då han skrivit ett korttidskontrakt med laget. Han spelade fem matcher för klubben innan det i början av oktober samma år bekräftades att han värvats av Skellefteå AIK. Surový lämnade laget vid säsongens slut efter att ha noterats för 23 poäng på 48 grundseriematcher, medan han i slutspelet gick poänglös och dessutom stod utanför laget vid säsongens sista match.

#### 2010–2019: Åren i KHL och återkomsten till Banská Bystrica
26 juni 2010 meddelades det att Surový skrivit på ett avtal med den lettiska KHL-klubben Dinamo Riga. Den 9 september samma år gjorde han debut i KHL och noterades också för sitt första mål i klubben, på Jevgenij Nabokov, då SKA Sankt Petersburg besegrades med 4–5 efter förlängning. Surový gjorde sin poängmässigt bästa säsong i KHL då han noterades för 32 poäng på 54 matcher (14 mål, 18 assist). I det efterföljande slutspelet slogs laget ut av Lokomotiv Jaroslavl i kvartsfinalserien med 4–1 i matcher. Den 29 juni 2011 bekräftades det att Surový lämnat Riga då han istället skrivit ett ettårskontrakt med seriekonkurrenten HK CSKA Moskva. Han var borta från spel under hela november 2011 och spelade totalt 38 grundseriematcher för klubben (16 poäng). I slutspelet slogs laget ut i den första rundan av SKA Sankt Petersburg med 4–1 i matcher.
De tre efterföljande säsongerna representerade Surový tre olika KHL-klubbar. I maj 2012 lämnade Surový CSKA Moskva för spel med den nybildade klubben HC Lev Prag. I juni 2013 skrev han ett ettårsavtal med det vitryska klubben HC Dinamo Minsk och ett drygt år senare skrev han på för den slovakiska klubben HC Slovan Bratislava. Då Bratislava missade Gagarin Cup-slutspelet, anslöt Surový i februari 2015 till HC ’05 Banská Bystrica med vilka han avslutade säsongen. Under slutspelet var han lagets främsta målskytt och blev endast slagen av Arne Kroták i den totala skytteligan. Klubben tog ligasilver sedan man förlorat med 4–2 i matcher i finalserien mot HC Košice. På 18 slutspelsmatcher noterades Surový för elva poäng (sju mål, fyra assist).
I slutet av juli 2015 meddelades det att Surový förlängt sitt avtal med Bratislava med ytterligare ett år. Under säsongen som följde utsågs han också till lagkapten. Detta kom också att bli hans sista kompletta säsong i KHL. Efter att Bratislava slagits ut ur slutspelet meddelades det i mitten av maj 2016 att Surový återvänt till HC ’05 Banská Bystrica, som han skrivit ett ettårsavtal med. I december samma år lånades han under en kort period ut till Slovan Bratislava, och återvände till Banská Bystrica i januari 2017. I slutspelet vann laget samtliga serier med 4–1 i matcher och tog därmed sin första ligatitel. I slutspelet slutade Surový tvåa i den totala poängligan efter att ha noterats för 22 poäng på 15 matcher (8 mål, 14 assist). I maj 2017 förlängde Surový sitt avtal med klubben med ytterligare ett år. Han utsågs också till ny lagkapten. Likt föregående säsong tog sig klubben till final, där man ledde serien mot HC Dukla Trenčín med 3–0. Dukla Trenčín lyckades dock vinna tre raka matcher och kvittera till 3–3. I den sjunde och avgörande matchen vann Banská Bystrica med 5–1 och Surový tog därmed sin andra raka ligatitel med laget. Kort därefter förlängde Surový sitt avtal med klubben med ytterligare en säsong. Säsongen 2018/19 fick Surový delvis förstörd efter att ha brutit armen. Han spelade 24 matcher av grundserien. För femte året i följd tog sig laget till final i det efterföljande slutspelet, där man för tredje året i rad vann efter att ha besegrat HK Nitra med 4–1 i matcher.
Den 2 augusti 2019 meddelades det att Surový avslutat sin karriär som ishockeyspelare.

### Landslagskarriär

#### 1999–2001: Ungdoms- och juniorlandslag
I sina ungdoms- och juniorår representerade Surový Slovakien vid U18-VM 1999 och vid JVM både 2000 och 2001. U18-VM arrangerades för första gången 1999, i Tyskland. Slovakien tog brons och Surový noterades för tre poäng på sju matcher (ett mål, två assist). Vid JVM 2000 slutade Slovakien sist i sin grupp och tvingades kvala mot Ukraina för att behålla sin plats i JVM. Efter att båda nationer vunnit varsin match, spelades en 10 minuter lång avgörande match där Slovakien till slut vann efter straffläggning. Surový gick poänglös under turneringen. Han blev sedan uttagen att spela JVM 2001 i Ryssland. Slovakien lyckades ta sig till slutspel, men blev omgående utslagna av Finland med 3–1 i kvartsfinal. På sju matcher stod Surový för fyra poäng (ett mål, fyra assist).

#### 2006–2018: A-landslaget
Surový blev uttagen att representera Slovakiens A-landslag för första gången vid OS i Turin 2006. Den 15 februari 2006 spelade Surový sin första A-landskamp då Slovakien besegrade Ryssland med 5–3. Dagen därpå besegrade laget Lettland med 6–3, och Surový noterades för sin första landslagspoäng då han assisterade till ett av målen. Slovakien vann samtliga matcher i gruppspelet och slutade därmed etta i grupp B. I den efterföljande kvartsfinalen ställdes man mot Tjeckien, som slutat fyra i grupp A, och slogs ut sedan man förlorat matchen med 3–0. På sex spelade matcher noterades Surový för en assistpoäng. Senare samma år blev han uttagen att spela sitt första världsmästerskap, som 2006 hölls i Lettland. I den andra gruppspelsmatchen, den 8 maj 2006, gjorde Surový sitt första A-landslagsmål, på Sergei Ogureshnikov, då Kazakstan besegrades med 6–0. I slutspelet ställdes Slovakien mot Kanada, mot vilka man föll med 4–1. På sju matcher noterades Surový för fyra poäng (två mål, två assist). Året därpå spelade han sitt andra VM i följd, denna gång i Ryssland. Efter att ha tagit sig igenom båda gruppspelsrundorna slogs laget återigen ut i kvartsfinal, denna gång via en 7–4-förlust mot Sverige. På sju matcher noterades Surový för en assistpoäng. 2009 spelade Surový sitt tredje VM som då avgjordes i Schweiz. Detta blev andra året i följd som Slovakien misslyckades med att ta sig till slutspelsrundan. På fem matcher stod Surový för ett mål. Vid VM i Slovakien 2011 missade Slovakien åter att ta sig till slutspel.
Surový gjorde sitt femte VM 2012, som avgjordes i Finland och Sverige. Denna gång lyckades slovakerna ta sig till slutspel för första gången sedan 2007. Laget vann både kvarts- och semifinal mot Kanada (4–3) respektive Tjeckien (3–1). I finalen föll man dock mot Ryssland med 6–2 och Surový tilldelades därmed ett VM-silver. I gruppspelsrundan gick han poänglös men stod för fyra assistpoäng under de tre slutspelsmatcherna, varav två i finalen mot Ryssland. Vid VM 2013, som åter avgjordes i Finland och Sverige gick Slovakien till slutspel igen, där man ställdes mot Finland. Slovakerna fick tidigt ett tremålsunderläge, men i början av den tredje perioden lyckades Surový kvittera till 3–3. Innan matchen var slut gjorde dock Finland ännu ett mål och Slovakien var därmed utslagna. Surový gjorde sitt poängmässigt främsta världsmästerskap då han stod för fyra poäng på åtta matcher (tre mål, en assist).
Surový spelade sitt andra OS 2014 i Vancouver. I gruppspelet föll laget i samtliga matcher, även mot Slovenien som rankades sist i turneringen. I åttondelsfinalen slogs laget ut sedan man besegrats av Tjeckien med 5–3. Surový stod för ett mål på fyra spelade matcher. 2015 spelade han sitt sista världsmästerskap, i Tjeckien. Laget misslyckades att ta sig till slutspel och på sju matcher noterades Surový för tre poäng (ett mål, två assist). Därefter spelade han sitt tredje OS 2018 i Pyeongchang. Surový utsågs till Slovakiens lagkapten. Efter att ha skrällt och vunnit den första matchen mot OAR föll laget därefter mot både USA och Slovenien i gruppspelet. I åttondelsfinalen ställdes man åter mot USA, där man slogs ut efter att ha förlorat matchen med 5–1. På fyra matcher stod Surový för en assistpoäng.

## Statistik

### Klubbkarriär
| 1998–99    | HC ’05 Banská Bystrica         | Extraliga  | 3   | 0  | 0  | 0   | 0   | —  | — | —  | —  | —  |
| 1999–00    | HC ’05 Banská Bystrica         | 1HL        | 41  | 29 | 28 | 57  | 4   | —  | — | —  | —  | —  |
| 2000–01    | HK SKP Poprad                  | Extraliga  | 53  | 22 | 28 | 50  | 30  | 6  | 2 | 1  | 3  | 14 |
| 2001–02    | Wilkes-Barre/Scranton Penguins | AHL        | 65  | 23 | 10 | 33  | 37  | —  | — | —  | —  | —  |
| 2002–03    | Wilkes-Barre/Scranton Penguins | AHL        | 39  | 19 | 20 | 39  | 18  | 6  | 2 | 3  | 5  | 2  |
| 2002–03    | Pittsburgh Penguins            | NHL        | 26  | 4  | 7  | 11  | 10  | —  | — | —  | —  | —  |
| 2003–04    | Wilkes-Barre/Scranton Penguins | AHL        | 30  | 14 | 15 | 29  | 14  | 24 | 6 | 10 | 16 | 0  |
| 2003–04    | Pittsburgh Penguins            | NHL        | 47  | 11 | 12 | 23  | 16  | —  | — | —  | —  | —  |
| 2004–05    | Wilkes-Barre/Scranton Penguins | AHL        | 80  | 17 | 32 | 49  | 43  | 11 | 2 | 6  | 8  | 9  |
| 2005–06    | Wilkes-Barre/Scranton Penguins | AHL        | 25  | 16 | 12 | 28  | 26  | —  | — | —  | —  | —  |
| 2005–06    | Pittsburgh Penguins            | NHL        | 56  | 12 | 13 | 25  | 45  | —  | — | —  | —  | —  |
| 2006–07    | Luleå HF                       | Elitserien | 55  | 23 | 32 | 55  | 38  | 4  | 1 | 1  | 2  | 29 |
| 2007–08    | Linköping HC                   | Elitserien | 42  | 15 | 13 | 28  | 14  | 11 | 3 | 5  | 8  | 4  |
| 2008–09    | Linköping HC                   | Elitserien | 33  | 5  | 6  | 11  | 12  | 7  | 0 | 0  | 0  | 2  |
| 2009–10    | HC ’05 Banská Bystrica         | Extraliga  | 5   | 1  | 2  | 3   | 2   | —  | — | —  | —  | —  |
| 2009–10    | Skellefteå AIK                 | Elitserien | 48  | 10 | 13 | 23  | 10  | 11 | 0 | 0  | 0  | 8  |
| 2010–11    | Dinamo Riga                    | KHL        | 54  | 14 | 18 | 32  | 64  | 11 | 4 | 2  | 6  | 2  |
| 2011–12    | HK CSKA Moskva                 | KHL        | 38  | 11 | 5  | 16  | 18  | 5  | 0 | 1  | 1  | 2  |
| 2012–13    | HC Lev Prag                    | KHL        | 51  | 10 | 10 | 20  | 24  | 4  | 0 | 0  | 0  | 4  |
| 2013–14    | HC Dinamo Minsk                | KHL        | 50  | 9  | 15 | 24  | 18  | —  | — | —  | —  | —  |
| 2014–15    | HC Slovan Bratislava           | KHL        | 56  | 7  | 6  | 13  | 55  | —  | — | —  | —  | —  |
| 2014–15    | HC ’05 Banská Bystrica         | Extraliga  | 4   | 1  | 2  | 3   | 0   | 18 | 7 | 4  | 11 | 12 |
| 2015–16    | HC Slovan Bratislava           | KHL        | 59  | 3  | 13 | 16  | 42  | 4  | 1 | 1  | 2  | 2  |
| 2016–17    | HC ’05 Banská Bystrica         | Extraliga  | 44  | 21 | 24 | 45  | 12  | 15 | 8 | 14 | 22 | 14 |
| 2016–17    | HC Slovan Bratislava           | KHL        | 8   | 2  | 3  | 5   | 2   | —  | — | —  | —  | —  |
| 2017–18    | HC ’05 Banská Bystrica         | Extraliga  | 48  | 13 | 29 | 42  | 30  | 10 | 0 | 5  | 5  | 4  |
| 2018–19    | HC ’05 Banská Bystrica         | Extraliga  | 25  | 4  | 10 | 14  | 6   | 10 | 0 | 2  | 2  | 2  |
| KHL totalt | KHL totalt                     | KHL totalt | 308 | 54 | 67 | 121 | 221 | 24 | 5 | 4  | 9  | 10 |
| NHL totalt | NHL totalt                     | NHL totalt | 126 | 27 | 32 | 59  | 71  | —  | — | —  | —  | —  |

### Internationellt
| År            | Lag           | Turnering     | Matcher | Mål | Assists | Poäng | Utv. |
| ------------- | ------------- | ------------- | ------- | --- | ------- | ----- | ---- |
| 1999          | Slovakien     | U18-VM        | 7       | 1   | 2       | 3     | 6    |
| 2000          | Slovakien     | JVM           | 7       | 0   | 0       | 0     | 2    |
| 2001          | Slovakien     | JVM           | 7       | 1   | 3       | 4     | 6    |
| 2006          | Slovakien     | OS            | 6       | 0   | 1       | 1     | 2    |
| 2006          | Slovakien     | VM            | 7       | 2   | 2       | 4     | 4    |
| 2007          | Slovakien     | VM            | 7       | 0   | 1       | 1     | 4    |
| 2009          | Slovakien     | VM            | 5       | 1   | 0       | 1     | 0    |
| 2011          | Slovakien     | VM            | 6       | 1   | 1       | 2     | 2    |
| 2012          | Slovakien     | VM            | 10      | 0   | 4       | 4     | 12   |
| 2013          | Slovakien     | VM            | 8       | 3   | 1       | 4     | 0    |
| 2014          | Slovakien     | OS            | 4       | 1   | 0       | 1     | 2    |
| 2015          | Slovakien     | VM            | 7       | 1   | 2       | 3     | 4    |
| 2018          | Slovakien     | OS            | 4       | 0   | 1       | 1     | 0    |
| Junior totalt | Junior totalt | Junior totalt | 21      | 2   | 5       | 7     | 14   |
| Senior totalt | Senior totalt | Senior totalt | 64      | 9   | 13      | 22    | 30   |